# Louis Arnaud Reid
Louis Arnaud Reid. Aberdeenshire, Ellon (Escócia) (18 de fevereiro de 1895) - Londres (26 de janeiro de 1986) foi um filósofo britânico que ocupou a cátedra de filosofia da educação da Universidade de Londres Instituto de Educação  Foi fundador do British Journal of Aesthetics e é conhecido por seus escritos sobre Epistemologia e Estética. Ele influenciou figuras tão diversas como Susanne Langer e Lionel Trilling.

## Educação
Para Reid, Educação não é a reprodução passiva do conhecimento, é sobre apreensão, sobre entendimento concreto e ativo. 
Para Reid a Arte deve ter um lugar central na Educação, porque é uma forma de conhecimento.